# أنميسة
أنميسة (الاسم العلمي: Anemesia)، جنس من العناكب الآسيوية التي تتبع فصيلة عناكب الباب المسحور الرقيقة، وصفت لأول مرة بواسطة ريجنالد إنس بوكوك في عام 1895.